# Молодые социал-демократы — Молодая Громада
Молодые социал-демократы — Молодая Громада (бел. Маладыя сацыял-дэмакраты - Маладая Грамада) — белорусская молодёжная социал-демократическая организация. Организация независима от партийной принадлежности.

## История
Молодёжное социал-демократическое объединение «Молодая Громада» было образовано в 1994 году по инициативе партии БСДГ (Беларусская Социал-демократическая Громада) и представляло собой молодёжную группу, возглавляемую Василием Образовским. В 1995 году состоялось учредительное собрание инициативной группы, и организация получила название "Белорусская социал-демократическая молодежь «Молодая Громада» (БСДМ «Молодая Громада»). Её руководителем избран Павел Знавец. 14 июня 1996 года БСДМ «Молодая Громада» была зарегистрирована в Министерстве юстиции Республики Беларусь.
14 февраля 1998 года состоялся 2-й очередной съезд БСДМ «Молодая Громада», на котором председателем был избран Павел Карназицкий. По ряду причин итоги съезда были признаны недействительными, в связи с чем 28 февраля 1998 г. был созван III внеочередной съезд БСДМ «Молодая Громада». Председателем избран Сергей Марцелев (Минск).
В июле 2006 года заявила о самоликвидации Могилёвская городская организация «Молодой Громады». Лидер могилёвской организации Павел Усов самоликвидацию назвал формой протеста против «создания при Белорусской социал-демократической партии молодёжной фракции для воспитания молодёжи в узкопартийных целях».
В 2012 году совместно со шведской организацией ABF и «Ассоциацией беларусских студентов» была создана инициатива «Актыўным быць файна», работающая по клубному принципу.
В 2023 году - возобновила свою деятельность в изгнании, работает из Польши. Приняли решение вернуть название "Маладая Грамада" , убрать из названия "Молодые социал-демократы"